# Kochankowie z Marony (film 2005)
Kochankowie z Marony – polski film psychologiczny z 2005 r. w reż. Izabelli Cywińskiej na podstawie opowiadania Jarosława Iwaszkiewicza.

## Obsada
- Karolina Gruszka − Ola
- Łukasz Simlat − Arek
- Krzysztof Zawadzki − Janek
- Ewa Kasprzyk − Eufrozyna
- Danuta Stenka − Hornowa
- Jadwiga Jankowska-Cieślak − Gulbińska
- Tomasz Sapryk − Rybak
- Małgorzata Zawadzka − Barbara, żona Janka

i inni

## Opis fabuły
Akcja rozgrywa się w malowniczej wsi Marona. Ola poznaje i zakochuje się w Janku, pacjencie sanatorium gruźliczego. Jesienią Janek zostaje usunięty z sanatorium za naruszenie dyscypliny, a Ola musi opuścić szkołę. Kochankowie zamieszkują w wynajmowanym pokoju. Żyje im się tam bardzo dobrze, są naprawdę szczęśliwi, jednak nadciąga tragiczny finał.

## Nagrody
2005:
- Festiwal Polskich Filmów Fabularnych w Gdyni:
  - nagroda za główną rolę kobiecą – Karolina Gruszka

2007:
- nominacje do Orła w kategoriach:
  - najlepsza scenografia – Jacek Osadowski
  - najlepsze kostiumy – Magdalena Biedrzycka
  - najlepszy dźwięk – Nikodem Wołk-Łaniewski
  - najlepszy montaż – Anna Wagner
  - najlepsza aktorka – Karolina Gruszka
- nominacje do Nagrody im. Zbigniewa Cybulskiego dla Karoliny Gruszki i Łukasza Simlata